# Socialisme, Catalunya i Llibertat
Socialisme, Catalunya i Llibertat és una associació social i política que defensa la democràcia, el socialisme i el catalanisme i que reivindica la República Catalana. Es presentà públicament l'11 de desembre de 2013 al Col·legi de Periodistes de Catalunya. Els membres més destacats són Toni Comín, Jordi Homs i David Elvira.
En les eleccions locals de 2015 va segellar diferents pactes municipals amb Esquerra Republicana de Catalunya. Per exemple, a l'Hospitalet de Llobregat, Berga, Sabadell, Sant Cugat del Vallès, Sant Boi de Llobregat i Sant Quintí de Mediona.